# Vía longitudinalmente apoyada

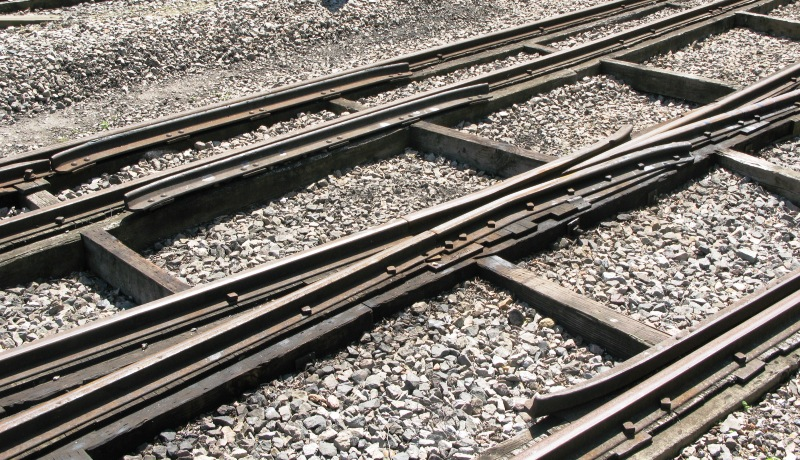
Desvío de una vía longitudinalmente apoyada, que muestra las vigas de madera (debajo de los carriles) y los travesaños (para mantener el ancho de vía)

Una vía longitudinalmente apoyada (en inglés, baulk road) es el nombre dado a un tipo de vía férrea que se forma utilizando carriles colocados sobre vigas de madera continuas, en oposición a la vía más usual, que utiliza durmientes dispuestos transversalmente con un cierto espaciamiento.
Este tipo de vía fue popularizado por el ingeniero Isambard Kingdom Brunel en sus ferrocarriles de gran ancho de vía (2140 mm (7'0,30")) en el Reino Unido, pero también se ha utilizado en otros ferrocarriles y todavía se puede encontrar en forma modificada en ubicaciones especiales de ferrocarriles actuales.

## Desarrollo

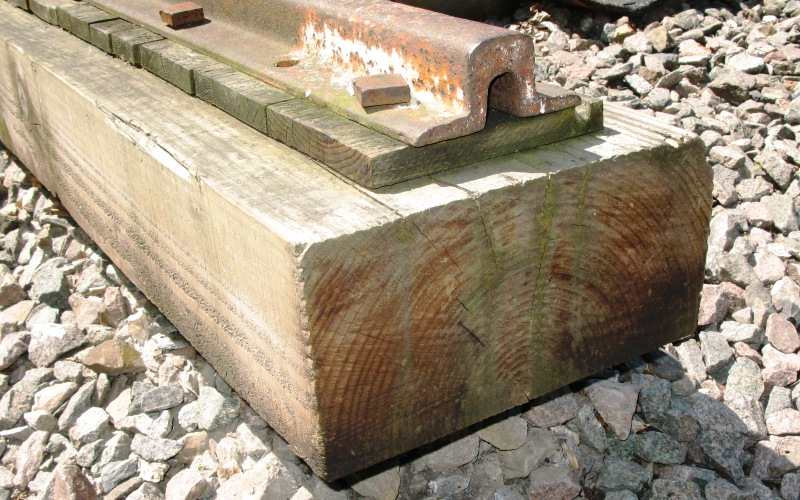
Una sección a través de una viga longitudinal, con el raíl en forma de puente en la parte superior

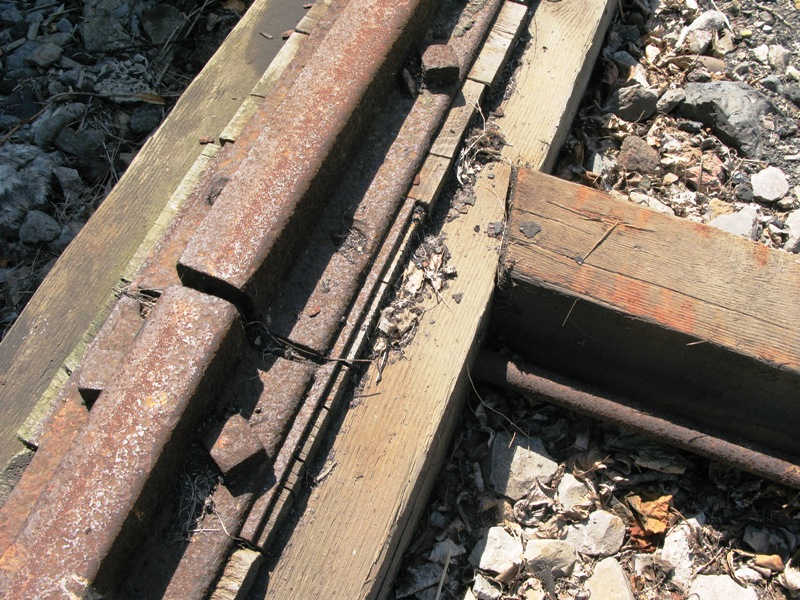
Detalle de la conexión de la riostra con una viga longitudinal

Brunel buscó un diseño mejorado para la vía férrea necesaria en el Great Western Railway (GWR) (autorizado por una Ley del Parlamento en 1835), que conectaría Londres y Brístol.
Se negó a aceptar las experiencias previas sin reconsiderarlas previamente. El ancho de vía de 1435 mm (4' 81/2"), que había sido adoptado por la mayoría de los ferrocarriles en ese momento, estaba bien para los pequeños vagones cargados de mineral de un tranvía tirado por caballos, pero quería algo más estable para su ferrocarril de alta velocidad. Se sabía que los carruajes con ruedas de gran diámetro proporcionaban una mejor calidad de marcha sobre terreno irregular, y Brunel originalmente tenía la intención de transportar sus trenes de la misma manera: sobre ruedas de gran diámetro colocadas por fuera de las cajas de los vehículos. Para lograr esto, necesitaba un ancho de vía más amplio y se decidió por 7 pies (2134 mm), pero pronto se amplió ligeramente a 2140 mm (7'0,30"). Cuando llegó el momento de construir los coches de pasajeros, se diseñaron convencionalmente con ruedas más pequeñas debajo de los bastidores, pero con el gran ancho de vía adoptado los vagones podrían ser mucho más anchos que con el ancho estándar. Así, su idea original de colocar las ruedas por fuera del ancho de las cajas de los coches fue abandonada.
Los primeros ferrocarriles impulsados por locomotoras habían utilizado carriles cortos fabricados con fundición de hierro, soportados por bloques de piedra. Se habían realizado pruebas con durmientes de madera para sostener los carriles y mantener el ancho de vía entre ellos, pero dada su fragilidad, los carriles se rompían fácilmente, provocando una marcha irregular de los vehículos debido a la dificultad de mantener un perfil suave entre los bloques o durmientes. Ya se estaban produciendo carriles de hierro forjado, pero todavía eran de baja calidad debido a la dificultad de enfriarlos de manera uniforme durante la fabricación. Brunel decidió usar un carril de hierro forjado con soporte continuo, un carril con una sección en "U" invertida más pequeña, que se enfriaba de manera más uniforme. Completó el diseño del carril con dos alas exteriores, que podían sujetarse con clavos a las vigas de madera dispuestas longitudinalmente. Los carriles se mantenía separados entre sí a la distancia correcta mediante pequeñas riostras de madera, que podían reemplazarse cuando se deteriorasen por el paso de los trenes y, por lo tanto, evitar el gasto de reemplazar las vigas longitudinales más pesadas. Los carriles se  sujetaban mediante largos clavos o tornillos, y las uniones entre carriles se fijaron con placas dispuestas en el hueco interior de la sección en forma de U invertida.
Las vigas longitudinales, y por lo tanto los carriles, se mantenían con el ancho nominal utilizando 'travesaños' - separadores de madera transversales - y barras de unión de hierro. Los travesaños evitaban que las vigas se acercaran demasiado, y los tirantes impedían que se separaran demasiado. En años posteriores, los tirantes fueron reemplazados por pernos atornillados a los travesaños. Estos pernos roscados atravesaban las vigas longitudinales por un orificio, quedando sujetos por una tuerca colocada en el lado exterior.
En la primera sección del GWR, desde la Estación de Paddington hasta una estación temporal en Taplow (conocida como 'Maidenhead Bridge'), Brunel reforzó la sujeción de las vigas longitudinales añadiendo pilotes de madera, de forma que el balasto pudiera compactarse muy firmemente entre las dos vías. De hecho, se compactó tanto, que la vía quedaba desplazada hacia arriba entre pilotes sucesivos, provocando el perfil ondulado de la vía que Brunel había tratado de evitar. Cortar los pilotes, independizándolos de los travesaños, resolvió el problema. El carril utilizado pesaba 21,3 kg/m, pero pronto se incrementó a 30,8 kg/m. Las vigas longitudinales tenían una sección (anchura por espesor) de alrededor de 305x127 mm o de 254x178 mm, pero los tamaños variaron dependiendo de la madera disponible y del peso del tráfico a transportar. Los travesaños estaban alrededor de 152x229 mm e inicialmente espaciados a intervalos 15 pies (4,57 m), pero esto se redujo con el tiempo a alrededor de 11 pies (3,35 m).
El GWR también usó vías convencionales con durmientes transversales, especialmente en las líneas de ancho estándar (1435 mm (4' 81/2")). Aunque su última vía de gran ancho fue transformada al ancho estándar en 1892, la vía longitudinalmente apoyada continuó en servicio durante algún tiempo después. La conversión del ancho de vía al ancho estándar se realizó cortando los travesaños y desplazando una de las vigas y su carril a su nueva posición. Entre 1852 y 1892, una longitud cada vez mayor del Great Western Railway se adaptó como vía de ancho mixto, que podía ser utilizada por trenes de distintos anchos. Para las vías de apoyo longitudinal, esto significaba colocar una viga adicional entre las dos existentes (un carril era común para los dos anchos), pero esto aumentó significativamente el costo y la complejidad de la vía respecto a la solución convencional con traviesas.

## Sistemas alternativos

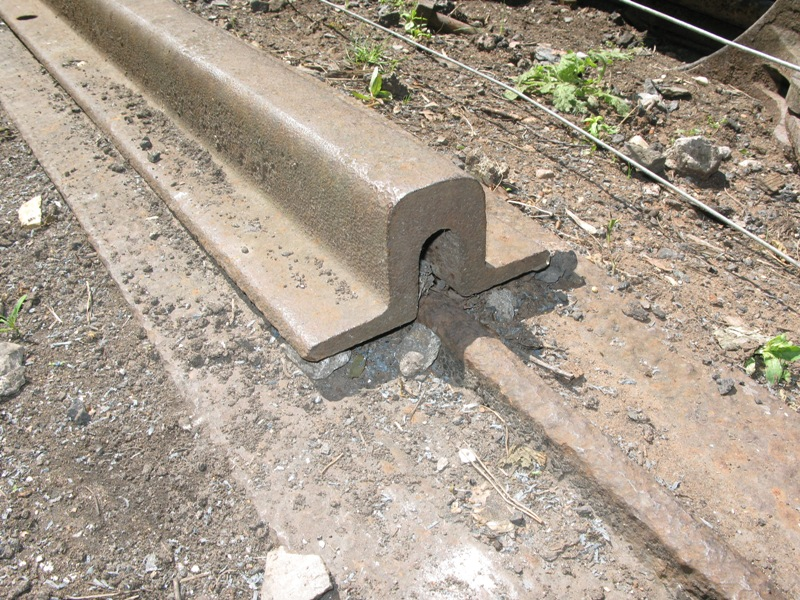
Vía en placa MacDonnell

El raíl Vignoles era una sección ligera que hoy se clasificaría como riel de fondo plano. En su forma original, solo tenía aproximadamente 4 pulgadas (102 mm) de profundidad y se usaba en la vía longitudinalmente apoyada de manera intercambiable con el carril de sección en "U" invertida.
El carril Barlow, patentado en 1849 por William Henry Barlow, es un tipo vía con un apoyo puramente metálico. Los carriles, con una profunda sección en V curva invertida, se diseñaron para colocarse directamente sobre el balasto. El ancho se aseguraba mediante barras de unión de hierro entre los raíles, que pesaban 46,1 kg/m (aumentados después a 49,1 kg/m). Se usaron en algunas líneas: Ferrocarril del Oeste de Cornualles, Ferrocarril de Wycombe, Ferrocarril del Sur de Gales y Ferrocarriles de Nueva Gales del Sur. Pronto quedaron en desuso, ya que hacían difícil compactar el balasto correctamente. Se vendió una gran cantidad de estos carriles a los ingenieros que construían el muelle de Clevedon, que los atornillaron para usarlos como vigas. Otras piezas del carril Barlow se pueden encontrar ocasionalmente en cercas próximas a las antiguas líneas del GWR. Las muestras abandonadas que se recuperaron enterradas en el balasto del Didcot Newbury y del Ferrocarril de Southampton se pueden ver en el Centro Ferroviario de Didcot.
El Ferrocarril de Brístol y Éxeter y el Ferrocarril de Bridport utilizaron la sección del carril en "U" invertida de Brunel, pero la colocaron sobre placas de hierro MacDonnell. Estas tenían tres crestas para mantener el raíl en línea y se colocaron directamente en el balasto sin ningún soporte de madera, pero el sistema complicaba mucho mantener la vía alineada.
El carril de Seaton era similar al de Vignoles, pero con las alas del pie dispuestas en un ángulo hacia abajo para formar una sección en V invertida, que luego se montaba sobre vigas longitudinales de madera de sección triangular.

## Otras aplicaciones

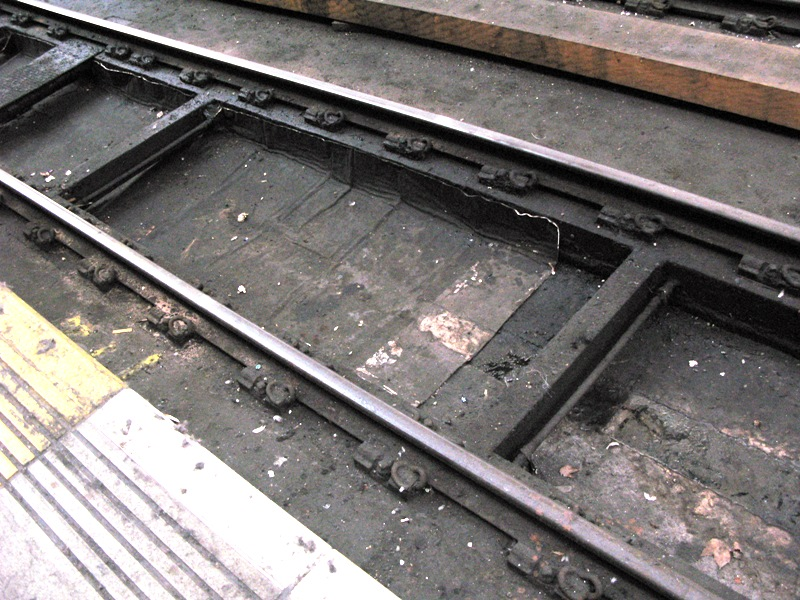
Moderna vía apoyada longitudinalmente en la Estación de Paddington

La vía apoyada longitudinalmente fue utilizada por John Coode para una serie de ferrocarriles con ancho de 7 pies (2134 mm) que construyó como parte de grandes obras de construcción para rompeolas de puertos en lugares como Portland y la bahía de la Mesa. Las amplias distancias entre los travesaños y entre los dos carriles, montados en vigas elevadas sobre pilotes, permitían descargar la escollera directamente de los vagones entre los raíles para formar los cimientos de los rompeolas.
Todavía hoy se puede ver una variante de esta vía en algunos puentes subterráneos antiguos, donde no se utilizaba balasto. El diseño varía considerablemente, pero en muchos casos las vigas longitudinales se apoyan directamente en vigas transversales, con travesaños y barras de unión para mantener la distancia de vía, y modernos carriles y placas de asiento o soportes colocados en la parte superior. También se puede encontrar en lugares donde se requiere un drenaje fácil o donde se necesita acceder por debajo de los vehículos ferroviarios para su mantenimiento.